# DeSoto (Texas)
DeSoto ist eine Stadt im Dallas County im US-Bundesstaat Texas in den Vereinigten Staaten und gehört zum Dallas-Fort-Worth-Metroplex.

## Geschichte
Das Gebiet wurde erstmals 1847 besiedelt und ist damit eine der ältesten Siedlungen in Nordtexas. Ein Postamt wurde 1881 eingerichtet, und die Siedlung wurde zu Ehren von Thomas Hernando DeSoto Stewart, einem Arzt, der sich für die Gemeinde einsetzte, DeSoto genannt. Im Jahr 1885 beheimatete DeSoto etwa 120 Menschen, eine Baumwollentkörnungsmaschine und einen Gemischtwarenladen. Bald darauf sank die Einwohnerzahl auf unter 50. Im Jahr 1930 lebten 97 Menschen in der Gemeinde und es gab mehrere Geschäfte. Nach dem Zweiten Weltkrieg begannen DeSoto und die umliegenden Gebiete als Einzugsgebiet von Dallas zu wachsen. Um das unzureichende Wasserversorgungssystem zu verbessern, sahen die Einwohner die Notwendigkeit, eine Gemeinde zu gründen. Am 17. Februar 1949 wurde dem Richter von Dallas County eine von 42 Wahlberechtigten unterzeichnete Petition vorgelegt, in der eine Wahl zur Gründung einer Gemeinde beantragt wurde. Die Abstimmung fand am 2. März statt. Von den 52 Personen, die ihre Stimme abgaben, stimmten 50 für die Gemeindegründung, zwei waren dagegen. Damit wurde 1949 die Stadt DeSoto gegründet.
In den 1970er Jahren führte das anhaltende Wachstum zu Verbesserungen der kommunalen Infrastruktur, einschließlich Straßenbau und einem neuen Wasser- und Abwassersystem. Auch der Industrie-, Gewerbe- und Wohnungsbau nahm zu. 1974 fusionierte die Siedlung Woodland Hills mit DeSoto, wodurch sich das Stadtgebiet vergrößerte. Dank der Nähe zu Dallas begann sich das Bevölkerungswachstum zu beschleunigen. Im Jahr 1990 überschritt die Einwohnerzahl die 30.000er-Marke. In den folgenden Jahren schritt die Stadtentwicklung voran. Ein Hauptbeispiel dafür war die Schaffung des DeSoto Town Centers. Die Stadtverwaltung verwandelten ein verlassenes Einkaufszentrum an einer der Hauptkreuzungen der Stadt in ein einzigartiges zentrales Geschäftsviertel. Seit seiner Eröffnung ist das Town Center zu einem Ankerpunkt der Gemeinde geworden und beherbergt das Rathaus, die öffentliche Bibliothek, ein Bürgerzentrum und das Freizeitzentrum. Außerdem gibt es ein Auditorium mit 180 Plätzen und ein Amphitheater im Freien.

## Demografie
Nach der einer Schätzung von 2019 leben in DeSoto 52.988 Menschen. Die Bevölkerung teilt sich 2017 auf in 13,3 % Weiße, 68,9 % Afroamerikaner, 0,4 % Asiaten und 1,5 % mit zwei oder mehr Ethnizitäten. Hispanics oder Latinos aller Ethnien machten 15,5 % der Bevölkerung von DeSoto aus. Die Armutsquote lag bei 11,8 % der Bevölkerung. Das Haushaltseinkommen in DeSoto liegt über dem Durchschnitt von Texas. Die Siedlung gilt als Ort mit hoher ethnischer Vielfalt, an den viele Angehörige der afroamerikanischen Mittelschicht ziehen.
| Jahr | Einwohner¹ |
| ---- | ---------- |
| 1950 | 298        |
| 1960 | 1.969      |
| 1970 | 6.617      |
| 1980 | 15.538     |
| 1990 | 30.544     |
| 2000 | 37.646     |
| 2010 | 49.047     |

¹ 1950 – 2010: Volkszählungsergebnisse

## Söhne und Töchter der Stadt
- Ed Ingram (* 1999), Footballspieler